# Volzsszki járás

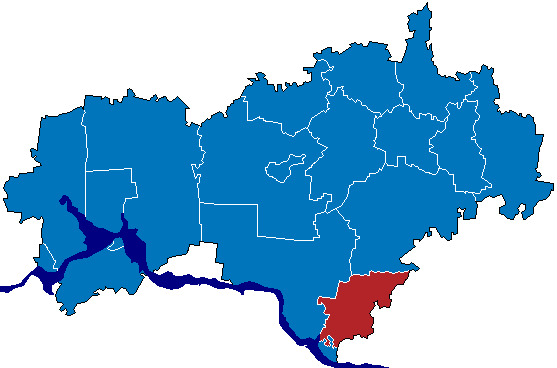
A Volzsszki járás Mariföldön

A Volzsszki járás (oroszul Волжский район, mari nyelven Юлсер кундем) Oroszország egyik járása Mariföldön. Székhelye Volzsszk.

## Népesség
- 1989-ben 26 769 lakosa volt.
- 2002-ben 24 006 lakosa volt, melynek 86%-a mari, 12,2%-a orosz, 0,7%-a tatár, 0,3%-a csuvas.
- 2010-ben 23 940 lakosa volt, melynek 86,9%-a mari, 10,9%-a orosz, 0,8%-a tatár, 0,4%-a csuvas.